# Tanz der Teufel
Tanz der Teufel (Originaltitel The Evil Dead) ist ein US-amerikanischer Horrorfilm des Regisseurs Sam Raimi aus dem Jahr 1981. Er war bis August 2016 wegen der seinerzeit als drastisch wahrgenommenen Gewaltdarstellung in Deutschland beschlagnahmt und bis Oktober 2016 auf der Liste der jugendgefährdenden Medien. Es erschienen zwei Fortsetzungen, Tanz der Teufel II – Jetzt wird noch mehr getanzt und Armee der Finsternis. 2013 erschien mit Evil Dead eine Neuverfilmung. 2015 wurde die Handlung der ersten drei Filme in der Serie Ash vs Evil Dead fortgesetzt. 2023 erschien mit Evil Dead Rise ein weiterer Film in der Reihe.

## Handlung
Eine fünfköpfige Gruppe junger Erwachsener, die sich aus Ash, Cheryl, Linda, Scotty und Shelly zusammensetzt, fährt in den Urlaub zu einer abgeschiedenen Waldhütte in Tennessee. Als die fünf Freunde in ihrem Auto am Tage in das Waldstück fahren, passieren sie eine baufällige Brücke hoch über einem Fluss, die unter einem Reifen des Autos bedrohlich nachgibt, dennoch kommt die Reisegruppe sicher an der Hütte an. Nachdem sich die Gäste in der Waldhütte häuslich eingerichtet haben, sitzt nach Sonnenuntergang Cheryl, die jüngere Schwester von Ash, an einem offenen Fenster mit wehenden weißen Vorhängen und zeichnet mit einem Bleistift und Zeichenblock. Es tickt eine Uhr an der Wand mit römischen Ziffern, die Cheryl abzeichnet, bis plötzlich eine Holzluke im Boden, die in den Keller führt, wie von Geisterhand zu klappern beginnt. Vorübergehend ergreifen dämonische Kräfte Besitz von Cheryl, die mit wilder willenloser Bewegung der rechten Hand verkrampft die Umrisse eines dicken alten Buchs auf ihren Block kritzelt. Irritiert von diesem episodenhaften Anfall kommt Cheryl wieder zu Sinnen.
Später nehmen die Freunde gemeinsam um einen Tisch herum das Abendessen ein, um feierlich auf den bevorstehenden Urlaub anzustoßen. Mit einem Mal fliegt im Hintergrund die Bodenluke zum Keller weit auf und die Freunde schrecken hoch. Um nachzusehen, warum sich die Luke selbständig gemacht hat, geht Scotty die Treppe in den Keller hinab, woraufhin ihm sein Freund Ash mit einer brennenden Lampe folgt. Unten im Keller entdecken die beiden jungen Männer ein altertümliches Buch, das in Menschenhaut gebundene und mit Menschenblut geschriebene Naturon Demonto, und ein Tonbandgerät. Ash und Scotty nehmen das Buch und das Tonbandgerät mit hinauf in den Wohnraum. Unterdessen zieht im Freien ein lautes Gewitter auf. Inmitten des neugierigen Freundeskreises spielen sie das Tonband ab, auf dem ein Wissenschaftler über den genauen Inhalt des Buchs spricht, das in sumerischer Sprache verfasste Beschwörungsformeln und morbide Zeichnungen enthält. Dieses geheimnisvolle Buch handelt von Dämonen und der Wiederauferstehung von Toten. Mit dem unbedachten Abspielen des Tonbands erwecken die Freunde dämonische Kräfte zum Leben, die sich, von den Gästen unentdeckt, draußen vor der Hütte glutrot leuchtend aus dem Erdreich erheben.
Später sitzen Ash und seine Freundin Linda, nichts von dem drohenden Unheil schwarzer Magie ahnend, auf einem Sofa und vertiefen ihre Liaison, indem Ash seiner Lebensgefährtin als Überraschung eine silberne Halskette schenkt und umhängt. Nachdem sich abends jeder in sein jeweiliges Schlafzimmer zurückgezogen hat, erklingen rund um die Hütte raunende körperlose Stimmen. Um den merkwürdigen Stimmen auf den Grund zu gehen, begibt sich Cheryl in einem weißen Mantel nach draußen in das Waldstück, woraufhin schlingende Äste der Bäume ihr die Kleidung vom Leib reißen und sich um ihre Gliedmaßen wickeln. In einem rohen Akt der Vergewaltigung stößt ein langer Ast dem Mädchen zwischen die gespreizten Beine in den Schritt. Schreiend rennt Cheryl, nachdem sie sich hat befreien können, quer durch den Wald und zurück in die Hütte, wo sie aufgelöst vor Schreck den Freunden davon erzählt. Die verängstigte Cheryl will den unheimlichen Ort schnellstmöglich verlassen und die Nacht in einem Hotel in der Stadt verbringen. Sie beschleicht das Gefühl, dass eine fremde Macht die Freundesgruppe an diesem gottverlassenen Ort festhalten will. Als Ash und Cheryl mit dem Auto zur Brücke über den Fluss fahren, müssen sie feststellen, dass diese in sich zusammengefallen ist und der Weg zurück in die Zivilisation versperrt ist, weshalb Cheryl, umgeben von waberndem Nebel, eine Panikattacke erleidet. Entmutigt kehren die beiden zur Hütte zurück.
Zur Beruhigung der Lage spielen Linda und Shelly Karten, bis plötzlich Cheryl, die aus dem Fenster in die Nacht starrt, herumfährt und mit gewandelter, dämonischer Fratze ihre Freunde anfaucht, während eine fremde, klagende Stimme den Satz „Ihr werdet sterben, genau wie die anderen vor euch!“ spricht. Bewusstlos fällt Cheryl vor den schreckensstarren Freunden zu Boden. Ash will sich um seine Schwester kümmern, doch die von einem Dämon beeinflusste Cheryl fährt hoch und rammt Linda einen Bleistift in den Knöchel des rechten Fußes. Mit einer Axt und Fußtritten stößt Scotty die verfluchte Cheryl in den Keller und verriegelt die Luke mit einer langen Kette. Es kehrt ein wenig Ruhe ein, jedoch versucht die dämonisch gewandelte Cheryl, aus ihrem Gefängnis auszubrechen, rüttelt unentwegt an der Kellerluke und beobachtet durch einen schmalen Spalt ihre vier Freunde im Wohnraum. Als die satanischen Kräfte auch in die anderen Freunde fahren, bleibt nur Ash verschont, der nun gegen seine besessenen Begleiter um sein Leben kämpfen muss, unter anderem mit einem Gewehr.
Nach einem längeren, brutalen Handgemenge mit den dämonischen Inkarnationen wirft Ash das Necronomicon, dessen furchterregende Fratze vorne im Menschenhauteinband kurzzeitig zu leben beginnt, in die Flammen des Kamins und kann dadurch den Bann der Dämonen brechen. Mit der Halskette seiner toten Freundin in der Hand verlässt er die Hütte und begibt sich ins Freie, wo bereits die Morgensonne am Horizont aufgeht. Plötzlich stürmt eine körperlose Macht auf den schreienden Ash zu – mit ungewissem Ausgang.

## Hintergründe

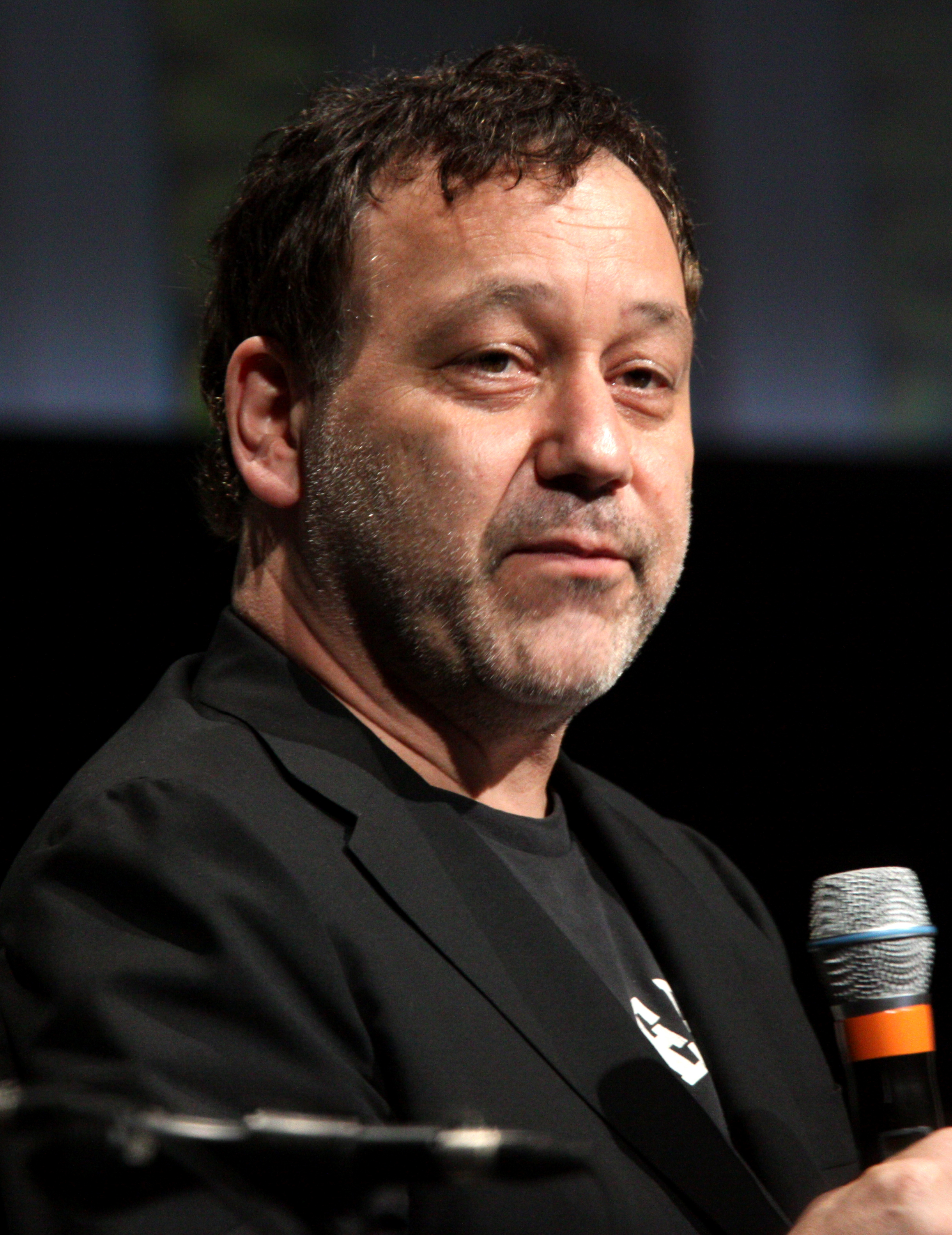
Sam Raimi im Juli 2012

### Uraufführung
Seine Premiere feierte der Horrorfilm im Redford Theatre in Detroit, Michigan, am 15. Oktober 1981. Der Hauptdarsteller Bruce Campbell hatte sich in diesem alten Lichtspielhaus als Kind häufig Kinofilme angeschaut.

### Vorproduktion
1978 drehten Sam Raimi, Rob Tapert und Bruce Campbell zunächst den Horror-Kurzfilm Within the Woods (Laufzeit: 32 min), der praktisch inhaltsgleich mit den beiden ersten Teilen von Tanz der Teufel ist, mit der Absicht, ihn als Demonstration zu verwenden, um von Investoren Kapital für einen richtigen Kinofilm zu erhalten. Im Gegensatz zum populären Langfilm verwandelt sich der Schauspieler Bruce Campbell in dem blutrünstigen Kurzfilm in eine dämonische Bestie, gegen die sich Schauspielerin Ellen Sandweiss mit scharfen Messern und einer Axt zur Wehr setzen muss. Zudem heißt Bruce Campbell in dem Kurzfilm nicht Ash, sondern tritt mit seinem realen Vornamen Bruce als Rollenname auf. Allerdings bekamen sie Probleme wegen der Urheberrechte der im Film gespielten Musik, so dass bis heute keine Veröffentlichung des Films im Handel erfolgt ist. Bruce Campbell hat allerdings mehrfach (inoffiziell) bestätigt, dass Raimi den Film für zu amateurhaft hielte und deshalb kein Interesse an einer Veröffentlichung habe. Eine qualitativ minderwertige, abgefilmte Kopie des Films ist mittlerweile im Umlauf.
Ursprünglicher Arbeitstitel des Horrorfilms war „Book of the Dead“ gewesen, bis sich das Filmteam um den Regisseur Sam Raimi dazu entschied, dem Film schließlich den Titel „The Evil Dead“ zu geben. Als Sam Raimi junger Student der Michigan State University war, nahm er sich als Projekt den Dreh eines Horrorfilms vor, da sich solche Filme kostengünstig umsetzen ließen und gleichzeitig ein großes Publikum fanden. Mit diesem Horrorfilm zielte das Team von Raimi darauf ab, ihn nach Fertigstellung in verschiedenen Autokinos vorzuführen, weil Horrorfilme besonders in Autokinos großen Anklang fanden. „Das war in den 1970ern der Einstieg für junge Filmemacher. Es gab nicht das Sundance oder andere Indie-Filmfestivals, wo junge Filmemacher ihre Talente hätten zeigen können“, erklärt Regisseur Sam Raimi in einem Audiokommentar von Dezember 2009, der sich auf der 2017 erschienenen Doppel-Blu-ray Disc von „Tanz der Teufel“ abrufen lässt. Außerdem schildert Schauspieler Bruce Campbell in demselben Audiokommentar: „Tanz der Teufel hatte schon etwas von einem Schulprojekt. Die Idee entstand ja auf dem College. Aber trotzdem haben wir professionell gearbeitet.“
Charakteristisch für die gesamte Tanz-der-Teufel-Reihe sind die Merkmale eines B-Movies, was zum Teil an den niedrigen Kosten bei der Umsetzung des Films liegt. Maske und Splatterszenen sind von hoher Qualität, besitzen dennoch eine gewisse Komik. Auf das Motiv des Waldes, in dem unheimliche Bedrohungen lauern, stieß der Regisseur Sam Raimi während seines Studiums an der Michigan State University, wo er sich intensiv mit dem Gesamtwerk des britischen Dramatikers William Shakespeare beschäftigte. Als grundlegende Inspiration für den ersten Teil von „Tanz der Teufel“ diente Raimi der Klassiker Die Nacht der lebenden Toten des Filmemachers George A. Romero von 1968.
Zusammen mit dem Produzenten Robert Tapert traf sich Sam Raimi mit regionalen Distributoren, um einen Vertrag für einen Vertrieb des Horrorfilms „Tanz der Teufel“ in drei US-Bundesstaaten auszuhandeln. An ein internationales Publikum dachte das junge Filmteam zu diesem Zeitpunkt noch nicht. Viele der Distributoren nahmen jedoch Anstoß an dem im Film behandelten Thema Teufel, da sie Proteste religiöser Verbände befürchteten. Als die Crew den Vertriebsexperten Irvin Shapiro (1906–1989) traf, der Filmklassiker vertrieben hatte wie Das Cabinet des Dr. Caligari und Panzerkreuzer Potemkin, ermutigte dieser die jungen Filmemacher, in größeren Dimensionen zu denken und den fertigen Horrorfilm auf dem internationalen Markt zu verkaufen, nicht nur auf dem heimischen US-Markt. In den Vereinigten Staaten vertrieb schließlich New Line Cinema den Horrorfilm. Noch verfügten Sam Raimi und seine Mitstreiter über keinerlei Erfahrung und Wissen über das Filmgeschäft, weshalb Buchhalter und Rechtsanwälte das Team beim Verfassen eines Vertrages zur Finanzierung des Filmprojektes berieten. Durch seinen väterlichen Mentor Irvin Shapiro lernte das Raimi-Team, wie man attraktive Fotografien einzelner Filmszenen für Werbezwecke erstellt und die technischen Voraussetzungen für eine Synchronisation des Spielfilms in andere Sprachen schafft. Selbst mittellos war das Team auf fremde Investoren angewiesen, doch niemand im persönlichen Umfeld von Regisseur Sam Raimi war bereit, den Horrorfilm finanziell zu unterstützen, weder seine Eltern noch seine Onkel oder Cousins, die Raimi um Geld bat. Einer der ersten Investoren, der sich für das Filmprojekt begeisterte und als Geldgeber einsprang, war ein Bauunternehmer, den Sam Raimi zufällig im Supermarkt kennenlernte, wo er einen Stapel Super-8-Filmrollen seines Kurzfilms „Within the Woods“ zum Entwickeln abgab. Mithilfe weiterer Investoren bekam das Filmteam ein Budget von 85.000 Dollar zusammen, womit die Crew den Spielfilm realisieren konnte.
Tanz der Teufel besitzt eine für ein B-Movie sehr dichte, atmosphärische Machart. Der Film setzt sich aus einer 20-minütigen Einleitung, die in die Handlung einführt, und aus einem 65-minütigen Hauptteil mit übernatürlichen und extrem gewalttätigen Elementen zusammen. Stilistisch auffällig sind die in der zweiten Hälfte gehäuft auftretenden Reminiszenzen an englische Gruselklassiker der 1960er Jahre, wie etwa der ständig überall umherwabernde Nebel. Stilbildend wirkte die von Raimi erfundene und hier erstmals eingesetzte Methode der so genannten Shakycam, bei der eine Kamera auf ein Brett geschnallt wurde, das anschließend von zwei Helfern an den Enden durch den Wald getragen wurde und dadurch ungewöhnliche, verwirrend subjektive Kamerafahrten ermöglichte. Begleitet wurden diese mit unheimlichen, schrägen Tönen in manipulierter Abspielgeschwindigkeit.

#### Casting
Alle Darsteller stammen aus dem studentischen Umfeld des Schauspielers Bruce Campbell und des Regisseurs Sam Raimi; zum Beispiel besuchte Ellen Sandweiss, die in der Rolle des Mädchens Cheryl Williams zu sehen ist, dieselbe Schule, nämlich die Groves Highschool. Um die Besetzung zusammenzustellen, veranstaltete Raimi ein Vorsprechen in seiner Wohnung, wobei einige Anwärterinnen mit ihren Freunden zum Casting erschienen, da die Bewerber misstrauisch waren, ob das dubiose Horrorfilm-Team hinter der Ausschreibung womöglich einen illegalen Snuff-Film drehen wolle.

### Dreharbeiten
Für die Dreharbeiten reiste die Crew nach Morristown, Tennessee, mitten im amerikanischen Bible Belt, weil es in diesem südlichen US-Bundesstaat eine geringfügige Förderung über eine Film Commission gab. In Begleitung des ortskundigen Location-Managers Gary Holt konnte das Team die heruntergekommene Hütte mit Kamin ausfindig machen, die den zentralen Schauplatz der kammerspielartigen Handlung in „Tanz der Teufel“ darstellt. „Mir als Nordstaatler wurde klar, dass wir nicht mehr im Norden waren. Es gab Konföderierten-Flaggen und Hinterwäldler-Autos am Straßenrand“, erinnert sich der Darsteller Bruce Campbell im Audiokommentar der Blu-ray Disc von „Tanz der Teufel“. Da die Dreharbeiten im November 1979 begannen, war dies für das Team ein weiterer Grund, den Süden der Staaten für die Filmaufnahmen auszuwählen, in der Annahme, dort seien Herbst und Winter in Bezug auf das Wetter wärmer als in ihrem heimischen Bundesstaat Michigan, was sich jedoch als Irrtum herausstellte. „Es war der kälteste Winter seit Beginn der Aufzeichnungen in Tennessee und der wärmste Winter in Michigan“, erzählte der Hauptdarsteller Bruce Campbell während einer Podiumsdiskussion, die sich als Aufzeichnung im Bonusmaterial der Doppel-Blu-ray Disc von „Tanz der Teufel“ befindet. Dazu besaß die alte Hütte weder Heizung, fließend Wasser noch Strom oder Toiletten. Aufgrund der klirrenden Kälte gefror gelegentlich das Kunstblut auf den Körpern der Schauspieler.
Insgesamt drehten die Beteiligten zwölf Wochen an dem Horrorfilm, mit einer mehrtägigen Unterbrechung über Weihnachten und Neujahr dazwischen. Einige Crewmitglieder kehrten jedoch vorzeitig aus dem Urlaub zurück und feierten mit Regisseur Sam Raimi, Schauspieler Bruce Campbell und Produzent Robert Tapert Silvester in der Hütte mit krachenden Böllern. Für sämtliche Beteiligten waren die Dreharbeiten ein körperlicher und psychischer Kraftakt. „Ich kam mir vor wie ein Vietnam-Veteran. Ich kam heim, nach Michigan, und habe zu Hause auf dem Boden geschlafen. Neben mir ein gemütliches Bett. So haben wir das in Tennessee gemacht“, erläutert Bruce Campbell im Blu-ray-Audiokommentar bezogen auf das Drehende. Neben dem Hauptdrehort Morristown wurden einige Szenen ergänzend in Detroit im Bundesstaat Michigan gedreht.

### Ausstattung, Kostüme und Spezialeffekte
In den Szenen, in denen sich die Figuren in bösartige Dämonen verwandeln, sind deren Augen komplett milchig weiß. In diesen Momenten tragen die Schauspieler spezielle Kontaktlinsen eines Optikers. Mit diesen Kontaktlinsen konnten die Schauspieler nichts sehen, deshalb mussten sie sich beim Spielen auf ihre Intuition verlassen. In Bezug auf die Spezialeffekte verbanden die beiden Effektkünstler Tom Sullivan und Bart Pierce verschiedene Animationstechniken miteinander, etwa Stop-Motion und Tonfiguren, in jenen finalen Szenen, in denen die dämonisch beeinflussten Körper zerfallen, wenn das Zauberbuch Necronomicon verbrennt. Die Aufnahme der aufwendig gestalteten Stop-Motion-Modelle, die von dem Tricktechniker Bart Pierce modelliert wurden, für das Finale des Horrorfilms, wenn die dämonischen Körper zerfallen und verwesen, nahm drei Monate in Anspruch. Pro Szene brauchte das Filmteam dafür einen Tag zur Vorbereitung und einen weiteren Tag zum Abfilmen. Im fertigen Horrorfilm dauert die komplette Stop-Motion-Sequenz, nachdem Ash das Necronomicon ins Kaminfeuer geworfen hat, etwa zwei Minuten und 25 Sekunden.
Im ersten Teil von „Tanz der Teufel“ taucht zwar kurz die für die Filmreihe typische rote Kettensäge auf, jedoch kommt diese Säge erst in den Fortsetzungen richtig zum Einsatz. Das Totenbuch Necronomicon entwarf der Effektkünstler und Maskenbildner Tom Sullivan, genauso den langen antiken Dolch mit Totenkopfgriff, mit dem die dämonische Shelly ihren Freund Scotty attackiert, und andere Requisiten. Maskenbildner Tom Sullivan bemalte die angefertigten Masken und die Gesichter der Schauspieler mit einfacher Acrylfarbe.

### Schnitt
Der heutige Regisseur Ethan Coen, der später mit seinem Bruder Joel als Filmemacher-Duo weltberühmt wurde, unterstützte die Dreharbeiten des Horrorfilms „Tanz der Teufel“ als Lieferjunge. Sein Bruder Joel Coen hat als Assistent mit Edna Ruth Paul am Schnitt des Films gearbeitet. Diesen die Essenz des gesammelten Materials erfassenden Schnitt nahm das Team auf mehreren Moviolas vor, die zum Einsatz kamen, als es noch keine Schneidetische gab, so genannte „flatbed editors“. Assistent Joel Coen schnitt vor allem die actionreichen Filmszenen zusammen. Vor Ort wurde die Handlung auf 16-mm-Film gedreht und später auf 35-mm-Film übertragen. Von Sam Raimis durchdachtem Vorgehen, zuerst einen Kurzfilm der Handlung zu drehen, um sich damit bei potentiellen Geldgebern zu bewerben und hinterher einen Spielfilm in voller Länge daraus zu machen, ließen sich die Gebrüder Coen für den Drehprozess ihres Spielfilmdebüts Blood Simple – Eine mörderische Nacht von 1984 inspirieren, bei dem die beiden Filmemacher ähnlich vorgingen. Etliche Szenen, in denen der Schauspieler Bruce Campbell in der Hütte umherläuft, wurden ohne Ton abgefilmt, und die dazu passenden dielenknarrenden Trittgeräusche mussten nachträglich im Tonstudio unter die Filmbilder gelegt werden, in Kooperation mit dem Tontechniker Mel Zelniker.

### Synchronisation
Die deutsche Synchronfassung entstand bei der FFS Film- & Fernseh-Synchron GmbH, München. Erik Paulsen schrieb das Dialogbuch und führte Regie.
| Rolle                    | Darsteller        | Synchronsprecher |
| ------------------------ | ----------------- | ---------------- |
| Ashley „Ash“ J. Williams | Bruce Campbell    | Ekkehardt Belle  |
| Cheryl Williams          | Ellen Sandweiss   | Viola Böhmelt    |
| Scotty                   | Richard DeManicor | Michael Ande     |
| Linda                    | Betsy Baker       | Eva Kinsky       |
| Shelly                   | Theresa Tilly     | Manuela Renard   |

### Veröffentlichungspolitik
Für einen Kinofilm damals ungewöhnlich veröffentlichten die Vertriebspartner den Horrorfilm zeitgleich sowohl im Kino als auch auf VHS-Kassette in der Videothek. In Bezug auf diese Veröffentlichungspolitik erklärte der Distributor Stephen Woolley in einem Interview: „Kino- und Videopublikum waren einfach zu unterschiedlich. Wir wollten beide gleichzeitig bedienen.“ Erst 1983, nachdem der Promotion-Berater Irvin Shapiro den Horrorfilm nach England verkauft hatte, wo der Vertriebspartner Palace Pictures unter Leitung von Stephen Woolley für ausreichend Werbung sorgte und der Film in Großbritannien von der Hauptstadt London ausgehend ein großer Publikumserfolg wurde, erlangte Tanz der Teufel auch im restlichen Europa und in den Vereinigten Staaten enorme Popularität. Zuvor hatte der Raimi-Filmcrew für eine landesweite Veröffentlichung von Tanz der Teufel in den USA potente Distributoren gefehlt. Auf VHS-Kassette entwickelte sich Tanz der Teufel zu einem Hit rund um den Erdball, begleitet von einer wachsenden Debatte über Filmzensur und Kunstfreiheit. Aufgrund der darin inszenierten Gewaltdarstellung musste sich Sam Raimi vor Gericht verantworten.

## Fortsetzungen
Die Fortsetzungen von Tanz der Teufel sind Tanz der Teufel II von 1987 und Armee der Finsternis von 1993. In Italien wurde der Film mit dem Titel La casa in den Kinos gezeigt, der zweite Teil dann folglich als La Casa 2. In der Folge wurden hier noch insgesamt drei inoffizielle Fortsetzungen zu Tanz der Teufel II gedreht und zwischen 1988 und 1990 als La Casa 3, La Casa 4 und La Casa 5 veröffentlicht. Folglich wurde Armee der Finsternis nicht mit La Casa 3, sondern mit L’armata delle tenebre betitelt.
Bei der 2013 veröffentlichten Neuverfilmung Evil Dead waren Sam Raimi und Bruce Campbell als ausführende Produzenten tätig. Campbell hat am Ende des Films, im Anschluss an die Closing Credits, einen kurzen Gastauftritt als Ash.
Zwischen 2015 und 2018 übernahm Bruce Campbell erneut die Rolle des Ash Williams in der Serie Ash vs Evil Dead. Die Serie wurde nach drei Staffeln mit insgesamt 30 Folgen eingestellt.
Bereits für 2022 war unter dem Titel Evil Dead Rise eine u. a. von Sam Raimi und Bruce Campbell produzierte Fortsetzung der Reihe angekündigt, bei der die Handlung in ein Hochhaus verlegt wird. Der Film sollte ursprünglich in den USA auf dem Video-on-Demand-Anbieter HBO Max erscheinen. Im August 2022 wurde jedoch eine Kino-Veröffentlichung für den 21. April 2023 angekündigt. Die Premiere fand im März 2023 statt.

## Kritiken
Der Film erreichte auf der Webseite Rotten Tomatoes einen Anteil positiver Kritiken von 95 % basierend auf 61 Rezensionen. Die durchschnittliche Wertung beträgt 8/10. Der Konsens der Seite lautet: “This classic low budget horror film combines just the right amount of gore and black humor, giving The Evil Dead an equal amount of thrills and laughs.” (deutsch: „Dieser Klassiker des Low-Budget-Horrorfilms vereint genau die richtige Menge an Gore und schwarzem Humor und erzielt dadurch ebenso viele Nervenkitzel wie Lacher.“)
Das Lexikon des internationalen Films nannte Tanz der Teufel einen „als Kultfilm ausgegebene[n] unappetitliche[n] Horrorfilm, der sich von ähnlichen Produkten überwiegend nur durch die Häufung vordergründiger, ekelerregender Schockszenen“ unterscheide. Er beruhe „auf dem fatalen Irrtum, daß eine möglichst naturalistische Darstellung grauenhafter Szenen bereits Gruseln hervorruft.“
Cinema hob die „entfesselte Kamera von Tim Philo, die handgemachten Effekte von Tom Sullivan und die kreativen Regieeinfälle“ hervor und meinte, der Film sei „immer noch ein wilder Ritt.“

## Konflikt um den Jugendschutz
Die FSK befand am 25. November 1983, der Film widerspreche ihren Grundsätzen, und empfahl der Firma, ihn der SPIO-Juristenkommission vorzulegen, so dass der Film ohne Jugendfreigabe ab 18 Jahren in den Kinos laufen könne. Die Juristenkommission erklärte zwei Tage später, der Film sei unbedenklich, weil die dargestellten Personen keine Menschen, sondern bereits Dämonen seien und Dämonen nicht unter § 131 StGB (Gewaltdarstellung) fielen.
Im Frühjahr 1984 lief Tanz der Teufel in den Kinos an und kam zugleich in die Videotheken. Die Videofassung, welche inhaltlich der Kinofassung glich, kam Anfang 1984 auf den Markt und wurde am 27. April 1984 von der Bundesprüfstelle für jugendgefährdende Schriften (heute: Bundeszentrale für Kinder- und Jugendmedienschutz; kurz: BzKJ) indiziert. Am 12. Juli 1984 wurden auf Antrag des Jugendamtes Frankfurt alle Video- und Kinokopien von der Staatsanwaltschaft beschlagnahmt.
Tanz der Teufel war – neben Muttertag, Ein Zombie hing am Glockenseil und Man-Eater – Der Menschenfresser – einer der Filme, die die Diskussion über Gewaltfilme anheizten und schließlich zu einer Verschärfung der Mediengesetze in Deutschland und einem größeren Einfluss der BPjS führten. Danach brach eine Beschlagnahmungswelle los. Die Videofirma VCL klagte dagegen ebenso wie die Kinofirma. Zwei Tage nach der Verschärfung des Jugendschutzgesetzes urteilte das Amtsgericht München am 27. Februar 1985, Tanz der Teufel sei gewaltverharmlosend und auch kein Kunstwerk, was Ausnahmen möglich gemacht hätte. Der Film blieb als Videokassette und als Kinofilm beschlagnahmt. Die Presse begrüßte das Urteil weitgehend.
Das Landgericht München I als nächste Instanz gestand dem Film zwar Kunstwerkcharakter zu, die Verletzung der Menschenwürde sei aber so gravierend, dass die Aufrechterhaltung der Beschlagnahme gerechtfertigt sei. Die beiden Verleihfirmen zogen daraufhin vor das Bundesverfassungsgericht.
Noch bevor dieses tätig wurde, kam es zu Verhandlungen mit der FSK. Eine um 23 Sekunden gekürzte Version lehnte der Arbeitsausschuss der FSK am 8. September 1987 noch ab, eine um 46 Sekunden gekürzte Fassung erhielt am 18. September 1987 schließlich die Kennzeichnung des Arbeitsausschusses „nicht freigegeben unter 18 Jahren“.
Dennoch beschlagnahmte die Staatsanwaltschaft auch den geschnittenen, von der FSK freigegebenen Film, weil er noch immer gegen § 131 verstoße. Amts- und Landgericht München bestätigten diese Entscheidung. Erst das Bundesverfassungsgericht hob Ende 1992 die Beschlagnahmung auf. Es erklärte, dass § 131 nur Gewalt gegen Menschen, nicht aber gegen Zombies abdecke.
So wurde der Film ab 14. Januar 1993 um 44 Sekunden gekürzt sowohl im Kino als auch als Video erneut veröffentlicht. Die Bundesprüfstelle setzte Tanz der Teufel aber umgehend auf den Index, womit ein umfassendes Werbeverbot für die Videokassetten verbunden war. Das Video durfte somit nicht offen, sondern nur unter der Ladentheke angeboten werden. 2002 legte die Vertriebsfirma der FSK eine um 14 Minuten gekürzte Fassung vor, die antragsgemäß ab 16 Jahren freigegeben wurde.
Auch die so genannte Ultimate Edition, eine der wenigen in Deutschland veröffentlichten unzensierten Fassungen von Tanz der Teufel, wurde durch die BPjM indiziert (BAnz. Nr. 185 vom 29. September 2006). Ein Beschlagnahmebeschluss des Amtsgerichts Berlin-Tiergarten liegt vom 26. April 2002 vor.
Eine weitgehend wertungsfreie Zusammenfassung der Ereignisse, welche letztlich zur Beschlagnahmung des Filmes in Deutschland führten, verfasst von Norbert Stresau, findet man in Das Science Fiction Jahr 1989.
Der Film wurde 1993 in Verbindung mit dem Mordfall von Sondershausen gebracht. Es wurde spekuliert, dass der Film als Vorlage für den Mord und das Vergraben der Leiche gedient haben soll, da in dem Horrorfilm die spielenden Darsteller ebenfalls die Leiche einer gewandelten Frau in ein Bettlaken wickeln und im Wald nahe der Holzhütte vergraben. Durch „die ständige Beschäftigung mit satanistischem Gedankengut und mit Tötungsdarstellungen in Filmen“ wurde nach Auffassung des Landgerichtes Mühlhausen die Hemmschwelle der Täter herabgesetzt, so dass eine solche Tat möglich wurde.
In den USA wurde der Film bei seiner Erstaufführung ungeprüft gezeigt. Für eine Wiederveröffentlichung im Jahre 1994 bekam er die höchste Alterseinstufung NC-17.
Im Juli 2016 wurde die Beschlagnahme vom Amtsgericht Tiergarten Berlin aufgehoben. Die Indizierung bestand weiterhin, allerdings erfolgte eine Umtragung von Liste B in Liste A. Im Oktober 2016 wurde die Indizierung auf Antrag von Rechteinhaber Sony komplett aufgehoben. Im Januar 2017 erhielt die ungekürzte Fassung nach einer Neuprüfung durch die FSK eine Altersfreigabe ab 16 Jahren. Der Film wurde im März 2017 in mehr als 80 Städten in Deutschland erneut im Kino aufgeführt. Danach erschien er ungeschnitten und remastered auf Blu-ray und DVD.
Am 24. September 2017 lief der Film zum ersten Mal ungekürzt im deutschen Free-TV auf dem Sender Tele 5.

## Neuverfilmung
Die Produzenten Sam Raimi und Bruce Campbell kündigten 2011 einen vierten Tanz-der-Teufel-Film mit dem Titel Evil Dead an, bei dem es sich um eine Neuverfilmung handelt, die inhaltlich allerdings große Unterschiede zum Original aufweist. Die Figur Ash taucht im Remake nur in einer kleinen Szene nach dem Abspann auf. Regie führte Fede Álvarez, das Drehbuch stammt von Alvarez und Rodo Sayagues, wurde jedoch von Juno-Autorin Diablo Cody redigiert. Die Hauptrollen im Remake spielen Jane Levy, Shiloh Fernandez, Jessica Lucas, Lou Taylor Pucci und Elizabeth Blackmore. Der Film hatte seine Weltpremiere am 9. März 2013 auf dem SXSW-Festival und lief am 16. Mai 2013 in den deutschen Kinos an.

## Fernsehserie
Wie bei der San Diego Comic-Con 2014 bekannt wurde, arbeitete Sam Raimi an einer Fernsehadaption zum Film. Ash vs Evil Dead wurde vom 31. Oktober 2015 bis zum 29. April 2018 beim Kabelsender starz ausgestrahlt. Die Hauptrolle des Ash wurde wieder von Bruce Campbell gespielt.

## Referenzen und Nachwirkungen

### Referenzen innerhalb des Films
- Im Film trägt das Mädchen Linda, verkörpert von Schauspielerin Betsy Baker, einen dunkelblauen Pullover der Michigan State University. Dort lernten sich Regisseur Sam Raimi und Produzent Robert G. Tapert, Ende der 1970er Jahre, beim Studium kennen.[27]
- Als Ash und Scotty im Keller das Totenbuch Naturon Demonto, auch Necronomicon genannt, finden und begutachten, sieht man im Hintergrund an der Wand einen Teil eines Filmplakates von Wes Cravens The Hills Have Eyes – Hügel der blutigen Augen (1977) zu sehen.[28] In dem Horrorfilm The Hills Have Eyes wird dagegen ein zerrissenes Filmplakat von Der weiße Hai von 1975 gezeigt.[29] Auf diese Weise wollte das Filmteam signalisieren, dass der Film The Hills Have Eyes furchterregender sei, als „Der weiße Hai“. In Tanz der Teufel griff das Team von Sam Raimi diesen Gag auf, indem die Crew im Keller der Waldhütte das besagte zerrissene Filmplakat von The Hills Have Eyes an die Wand hängte, mit der Botschaft, Tanz der Teufel sei wiederum schrecklicher als The Hills Have Eyes. Diese unterschwellige Kommunikation zwischen den Filmemachern Sam Raimi und Wes Craven setzte sich fort, indem im ersten Teil von A Nightmare on Elm Street von 1984 auf einem Fernseher Tanz der Teufel läuft.[30] In der Fortsetzung Tanz der Teufel II – Jetzt wird noch mehr getanzt hängt dagegen der berühmte Klingenhandschuh des Serienmörders Freddy Krueger im Keller der Hütte links neben einer Tür, zu sehen in der Szene, wenn sich Ash in den Keller begibt, um die weggeworfenen Seiten des Totenbuchs Necronomicon zu suchen. Dies kann man als gegenseitige Hommage der Filmemacher interpretieren.[31]

### Nachwirkungen und Zitate in anderen Werken

#### Franchisefilme
- 1987: Tanz der Teufel II – Jetzt wird noch mehr getanzt, Regie: Sam Raimi, Produzent: Robert G. Tapert
- 1992: Armee der Finsternis, Regie: Sam Raimi, Produzent: Robert G. Tapert
- 2013: Evil Dead, Regie: Fede Álvarez, Produzenten: Robert G. Tapert, Sam Raimi und Bruce Campbell
- 2023: Evil Dead Rise, Regie: Lee Cronin, Produzent: Robert G. Tapert

#### Referenzen in anderen Spielfilmen und Serien
- Im Horrorfilm Nightmare – Mörderische Träume (1984, Originaltitel A Nightmare on Elm Street, Regie: Wes Craven) läuft bei der Hauptperson Nancy (Heather Langenkamp) Tanz der Teufel auf dem Fernseher im Schlafzimmer.[30]
- Bei der Filmkomödie Splash – Eine Jungfrau am Haken holen sich die von Tom Hanks und Daryl Hannah gespielten Hauptfiguren Pizza, dabei kann man lesen, dass im nahe gelegenen Kino The Evil Dead gezeigt wird.[32]
- Auch in Scream – Schrei! (1996) baut Wes Craven eine Anspielung auf „Tanz der Teufel“ ein; als es darum geht, welcher Film auf dem Videoabend angesehen wird, steht er gemeinsam mit dem Horrorfilm Halloween zur Auswahl.[33]
- In dem Film Donnie Darko (2001, von Richard Kelly) schaut sich der Protagonist mit seiner Freundin am Halloween-Abend Tanz der Teufel im Kino (Aero Theatre in Santa Monica, Kalifornien) an. Ursprünglich sollte stattdessen C.H.U.D. – Panik in Manhattan gezeigt werden.[34]
- 2002 drehte der Regisseur Eli Roth den Horrorfilm Cabin Fever, der wesentlich, wie Eli Roth in einem Interview bestätigte, von „Tanz der Teufel“ beeinflusst ist.[7] Zur Vorbereitung auf seine Rolle musste sich der Hauptdarsteller Rider Strong mehrmals „Tanz der Teufel“ anschauen.
- Die Schauspielerin Megan Fox, in ihrer Rolle als Hauptfigur Jennifer Check, trägt in der Horrorkomödie Jennifer’s Body – Jungs nach ihrem Geschmack von 2009 ein Evil-Dead-Shirt, wenn sie plötzlich nachts im Bett ihrer besten Freundin Needy liegt, verkörpert von Schauspielerin Amanda Seyfried. In dieser Filmszene erkundigt sich das erschrockene Mädchen Needy bei ihrer Freundin Jennifer mit der Frage: „Ist das mein Evil-Dead-T-Shirt?“
- In dem Horrorfilm Fear of the Dark (2002, von K. C. Bascombe) schaut sich der kleine Junge Szenen aus Tanz der Teufel im Fernsehen an.
- Die Ähnlichkeiten zu The Cabin in the Woods (2012, Regie: Drew Goddard) sind zahlreich; fünf junge Leute, davon drei Frauen und zwei Männer, fahren in eine verlassene Gegend (statt der beschädigten Brücke gibt es lediglich ein künstliches Kraftfeld), um ein paar Tage in einer einsamen Hütte zu verbringen. Im Keller finden sie dann mysteriöse Gegenstände, deren Nutzung Dämonen erscheinen lässt. Zudem trägt der erste Song im Evil-Dead-Musical den Titel „Cabin in the Woods“. Aber der Drehbuchautor Joss Whedon spielt einfach gern mit Horrorfilmklischees, es handelt sich also trotz der Ähnlichkeiten nicht um eine Neuauflage von Tanz der Teufel.[35]
- Ash vs Evil Dead ist eine Comedy-Horror-Fernsehserie (2015–2018) mit drei Staffeln und insgesamt 30 Folgen.[36]
- In der Mysteryserie Stranger Things von 2016 (Staffel 1) hängt im Jugendzimmer des Teenagers Jonathan Byers, dargestellt von Schauspieler Charlie Heaton, ein Filmposter von Evil Dead.
- In dem italienischen Netflix-Gruselfilm A Classic Horror Story der Regisseure Roberto De Feo und Paolo Stripolli von 2021, in dem eine satanische Waldhütte der Schauplatz der Handlung ist, sagt eine Hauptfigur namens Fabrizio, der mit einigen fremden Begleitern in einem Wohnmobil dort strandet, den Satz: „Wir knallen in einen Baum, ein paar Meter von der Straße entfernt, und wir wachen gegenüber von Sam Raimis Haus auf.“

#### Referenzen im Musikbereich
- Die 1987 gegründete, amerikanische Thrash-Metal-Band EvilDead, benannte sich nach dem englischen Originaltitel des Horrorfilms.[37] Im selben Jahr veröffentlichte die einflussreiche Death-Metal-Band Death um den Sänger Chuck Schuldiner das Album Scream Bloody Gore, auf dem sich ein Song namens Evil Dead befindet.
- Die amerikanische Punkband Misfits hat 1988 ein Live-Album unter dem Titel The Evil Dead IV veröffentlicht.[38]
- Die amerikanische Rockband Primus hat auf ihrem 1990 veröffentlichtem Debütalbum Frizzle Fry den Song The Toys Go Winding Down, mit der Textzeile „We used to sit around the house watching *Evil Dead*“ in der zweiten Strophe.[39]
- Im Live-Musikvideo zum Song I Love the Dead, der in seiner Urfassung das Studioalbum Billion Dollar Babies von 1973 abschließt, trägt Rocksänger Alice Cooper während eines Konzerts auf der Bühne ein schwarzes ärmelloses Evil-Dead-Shirt mit der Kellerluken-Fratze von Zombie Cheryl als Motiv darauf. Der Live-Clip ist Teil der Konzert-VHS Alice Cooper: Trashes the World von 1990.[40] Alice Cooper ist ausgewiesener Fan von Horrorfilmen und wirkt sogar in einigen Filmen des Genres als Nebendarsteller mit, zum Beispiel in Freddy’s Finale – Nightmare on Elm Street 6 von 1991, in dem er den gewalttätigen Adoptivvater von Freddy Krueger verkörpert, oder auch in John Carpenters Die Fürsten der Dunkelheit.
- Ein TV-Werbespot der Hardcore-Techno-Compilation Thunderdome 06 – From Hell To Earth von 1994 verwendete eine kurze Filmszene mit dem Kellerluken-Zombie Cheryl. Außerdem enthält der Werbeclip, durchsetzt mit einem hektisch flackernden Stroboskoplicht, Ausschnitte aus Horrorfilmen wie Shocker von 1989 und die Figur Tarman Zombie aus Verdammt, die Zombies kommen von 1984.[41]
- Im Musikvideo zu dem Song Jump in the Line, die Cover-Version eines Lieds von Harry Belafonte, parodiert die irische Punk-Band Ash den Horrorfilm Tanz der Teufel beziehungsweise den TV-Serien-Ableger Ash vs Evil Dead. In dem Videoclip, der im April 2025 veröffentlicht wurde, schlägt Sänger Tim Wheeler in einem Wohnwagen mit einer E-Gitarre auf seine durch das Buch Necronomicon dämonisch verwandelte Freundin ein, die sich mit einer Kettensäge zur Wehr setzt. Dabei stehen die zu sehenden Bilder im Kontrast zu dem fröhlichen Song, dessen englischer Text von einer temperamentvoll tanzenden Frau handelt.

#### Weitere popkulturelle Referenzen
- Eine Vielzahl von Computerspielen hat sich vom Tanz der Teufel inspirieren lassen. Das erste, nach dem Film benannte Spiel („Evil Dead“) erschien bereits 1984 für den Commodore 64. Kurz nach der Jahrtausendwende wurden gleich drei Computerspiele von THQ herausgebracht: Evil Dead: Hail to the King (2000, entwickelt in den Heavy Iron Studios), Evil Dead: A Fistful of Boomstick (2003, entwickelt von VIS Entertainment) und Evil Dead: Regeneration (2005, entwickelt von Cranky Pants Games).[42] 2022 wurde mit Evil Dead – The Game ein Game für mehrere Mitspieler von Saber Interactive auf den Markt gebracht.[43]
- In Montreal, Kanada, wurde im Jahre 2004 auf dem Just-for-Laughs-Festival das auf allen drei Tanz-der-Teufel-Filmen basierende Musical Evil Dead – The Musical uraufgeführt. Bis heute (Stand: März 2010) wurde das Off-Broadway-Stück an verschiedenen Orten in Kanada und in den USA[44] produziert.
- Das surrealistische Theaterstück Horror – Ein atemberaubender Alptraum des schwedisch-holländischen Bühnenregisseurs Jakop Ahlbom, das auf Tournee in vielen europäischen Großstädten inszeniert wird, etwa im September 2016 im Deutschen Theater in München, enthält einige motivische Zitate des Films Tanz der Teufel, zum Beispiel kommt in dem Theaterstück ein laufendes Tonbandgerät als Requisite vor und eine abgetrennte rechte Hand krabbelt selbständig über den Bühnenboden.

## Sonstiges
- In einigen Szenen verkörpert Ted Raimi, der jüngere Bruder von Sam Raimi, als kostümiertes Double einen Dämon. Während der Dreharbeiten war Ted Raimi etwa 14 Jahre alt. Zum Beispiel spielte er dämonische Hände, die durch den Holzboden brechen und Ash zu würgen anfangen. Für diese Szene musste Ted Raimi unter die Hütte kriechen, wo überall rostige Nägel hingen. Im Abspann wird er deshalb unter „Fake Shemps“ genannt. Fake Shemp ist ein synonymes Wort für Double und stammt als sprachlicher Begriff aus den Dreharbeiten der humoristischen Kurzfilm-Reihe The Three Stooges in Bezug auf den Schauspieler Shemp Howard, der verstarb und ersetzt werden musste.[45][46]
- Jene Szene, in der das Mädchen Cheryl, verkörpert von der Schauspielerin Ellen Sandweiss, durch den dunklen Wald rennt und von schlingenden Ästen bedrängt wird, wurde mit einer auf einem Rollstuhl fahrenden Kamera aufgenommen.[9]
- In der Szene, in der die dämonische Cheryl durch die Bodenluke in den Keller stürzt, standen unter der Öffnung mehrere Helfer mit einer gespannten Decke bereit, um die fallende Schauspielerin Ellen Sandweiss aufzufangen.[5]
- Damit das Glas nicht während der Dreharbeiten die Beleuchtung reflektiert, entfernten die Mitarbeiter die Scheiben aus den Fensterrahmen, weshalb der Innenraum der  Hütte im Wald schnell auskühlte.[9]
- Der dicke Balken, mit dem Ash die dämonische Linda nach ihrer Wiederauferstehung zusammenschlägt, bestand aus Styropor, sei aber nach Aussage der Schauspielerin Betsy Baker annähernd genauso schmerzhaft gewesen wie echtes Holz.[7]
- In einer Szene vergräbt Ash seine bewusstlose Freundin Linda auf dem nächtlichen Friedhof, doch dann springt Linda aus dem Grab und zerfetzt mit ihren Fingernägeln das linke Bein von Ash. Für diese Szene trug der Schauspieler Bruce Campbell eine Latex-Prothese unter dem Hosenbein zur Darstellung der blutenden Verletzung. Die Chemikalien der Prothese ätzten Campbell ein schwarzes Loch in den Unterschenkel, das nach langwierigem Abheilen eine tiefe Narbe hinterließ.[9] Darüber hinaus verdrehte sich Darsteller Campbell einen Knöchel, während der Kampf zwischen Ash und Linda im Wald gedreht wurde.[5][7]
- Zwischen den Drehtagen schlichen sich Unbekannte auf das Gelände und stahlen Werkzeug der Filmausrüstung, deshalb übernachteten die Crewmitglieder zur Bewachung des teuren Equipments abwechselnd in Schichten in der verfallenen Hütte. Der Hauptdarsteller Bruce Campbell, der zudem Mitproduzent war, fuhr häufig den Lastwagen, um die technische Filmausrüstung zu transportieren.[9]
- Aufgrund der hohen Kosten für den Filmdreh blieb für den Regisseur Sam Raimi kaum Geld zum alltäglichen Leben übrig. Zu dieser entbehrungsreichen Zeit ernährte sich Raimi von Broten für einen Dollar und von Instantsuppen für 39 Cent aus dem Supermarkt.[9]
- Der Horrorfilm enthält einige kunstvolle surrealistische Bilder, zum Beispiel rotes Blut, das in eine leuchtende Glühbirne und aus einer Steckdose läuft, sowie einen ovalen Wandspiegel, der sich als flüssige Wasseroberfläche erweist, als Ash mit der rechten Hand in den Spiegel fasst. In dieser Szene sieht man zudem den weiß kondensierenden Atem von Bruce Campbell, woran man erkennt, dass es während der Dreharbeiten eiskalt in der Hütte war – wegen der vom Filmteam entfernten Fensterscheiben.[9]
- In den Drehpausen tranken die Darsteller und Crewmitglieder schwarzgebrannten klaren Tennessee-Schnaps von Einheimischen aus der Nachbarschaft, umgangssprachlich „Moonshine“ genannt, der sich zwar als ungenießbar erwies, jedoch äußerst brennbar im Kaminfeuer loderte, sobald man den Schnaps in die Flammen goss.[5][7][11] Nach alter Tradition aus der Prohibitionszeit wird Moonshine in Einmachgläser, so genannte „mason jars“, abgefüllt und daraus getrunken.
- Als Cheryl in den nächtlichen Wald geht, hört man die teuflischen Stimmen die Worte „Join us!“ flüstern, ebenso in der deutschen Synchronisation, was übersetzt „Schließ dich uns an!“ bedeutet.
- Es gibt unterschiedliche Aussagen dazu, was mit der Hütte nach den Dreharbeiten geschah, in der ein Großteil der Handlung spielt. Im Juli 2005 sagte Bruce Campbell in einem Interview, das er während einer Podiumsdiskussion mit Publikumsgespräch im Rahmen der Horrorfilm-Convention „Flashback Weekend“ in Chicago, Illinois, gab, die Hütte sei abgebrannt, nachdem Obdachlose ein Feuer im Wohnzimmer gemacht hätten.[11] Anderen Quellen zufolge gab es das Gerücht, die Hütte habe durch einen Blitz Feuer gefangen, es sei aber Regisseur Sam Raimi gewesen, der sie nach Abschluss der Dreharbeiten selbst angezündet hat, da er der Ansicht war, sie sei verflucht.[47] Lediglich Teile des Kamins und der Grundmauern blieben erhalten, die weiterhin von einigen Touristen besucht werden, obwohl sich die Ruine auf einem Privatgrundstück befindet.[48] Diese Version passt zu der Interview-Aussage von Campbell, der sagte, es seien mitunter Fans bei Autogrammstunden erschienen, um sich Steinbrocken signieren zu lassen, die sie aus dem Kamin der abgebrannten Hütte gebrochen hatten.[11]
- Stephen King lobte Tanz der Teufel als „originellsten Horrorfilm des Jahres“.[49]
- Der Schauspieler Richard DeManincor alias Hal Delrich, der in der Rolle des Scotty zu sehen ist, kehrte nach „Tanz der Teufel“ der Filmbranche den Rücken und arbeitete fortan in einem handwerklichen Beruf als Bodenleger. DeManincor war Mitglied einer Schauspielgilde, aus gewerkschaftlichen Gründen nahm er ein Pseudonym an. Im Filmabspann wird er mit dem Namen „Hal Delrich“ genannt.[5][11]
- Im europäischen Ausland existieren verschiedene Freigaben für die ungeschnittene Fassung: zum Beispiel in Frankreich ab 12 Jahren.[50][51]
- Es existiert ein 2012 veröffentlichter Pornofilm mit dem Titel Evil Head, der die Handlung des Horrorfilms parodiert. Regie führte Doug Sakmann in Kooperation mit der Filmproduktionsfirma Burning Angel Entertainment, die Hauptrollen spielen die Darsteller Joanna Angel, Tommy Pistol, Veruca James und Dana DeArmond. In dem Pornofilm stellt das Buch Necronomicon einen altertümlichen Sexratgeber dar, vergleichbar mit dem Kamasutra.